# Ebersdorf (Ludwigsstadt)

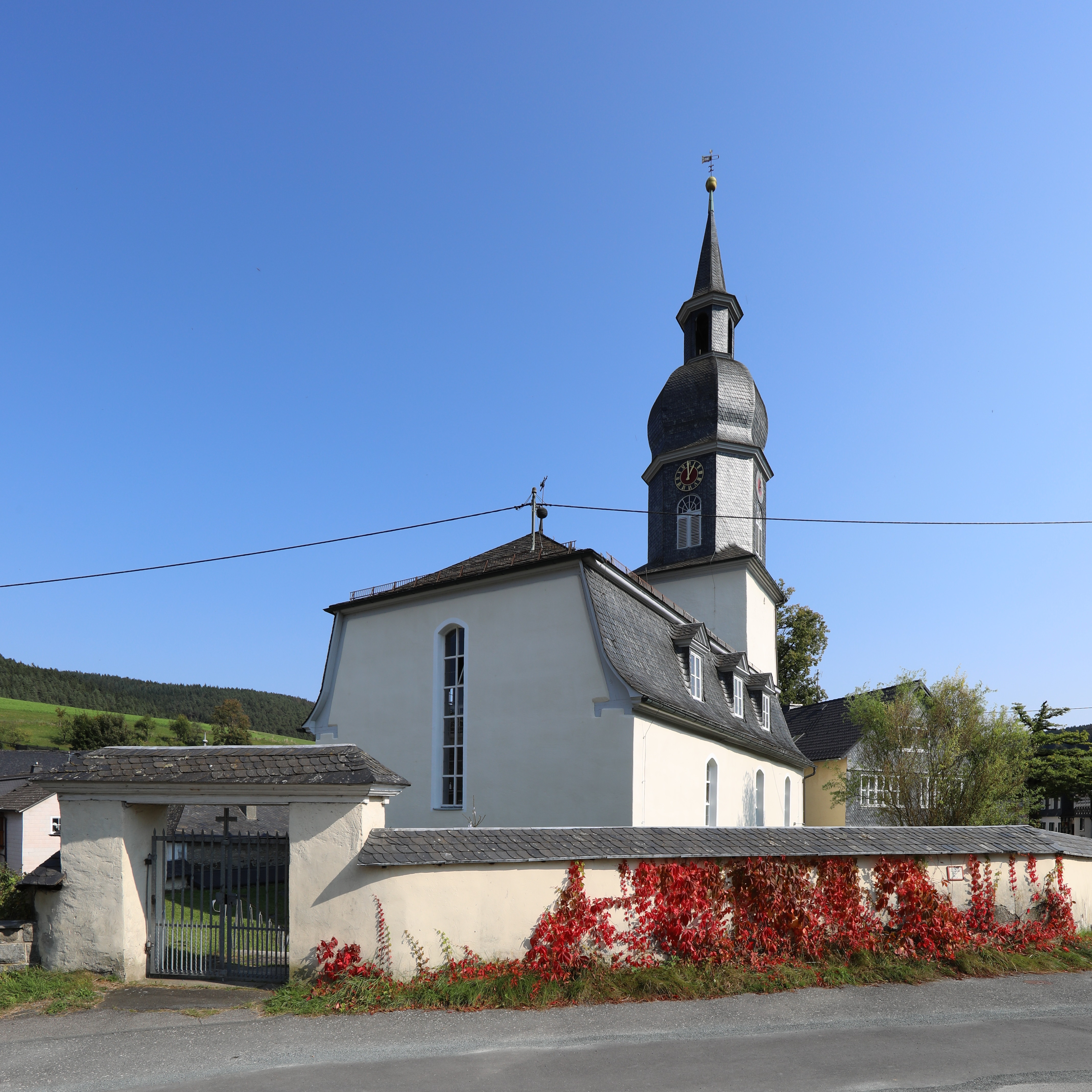
Evangelisch-lutherische Pfarrkirche St. Maria Magdalena

Ebersdorf (regional Aberschdorf) ist ein Gemeindeteil der Stadt Ludwigsstadt im oberfränkischen Landkreis Kronach in Bayern.

## Geographie
Das Pfarrdorf im Tal der Taugwitz liegt im Naturpark Frankenwald an der Thüringisch-Fränkischen Schieferstraße. Das Ortsbild kennzeichnen vielfältige Schieferfassaden. Die Frankenwaldhochstraße (Kreisstraße KC 1) führt nach Unterneuhüttendorf zur Bundesstraße 85 (2 km nordöstlich) bzw. zur Staatsstraße 2209 bei Kleintettau (3,2 km südwestlich). Eine Anliegerstraße verbindet Ebersdorf mit Katzwich (0,5 km nordwestlich). In der Nähe befindet sich der Sender Ebersdorf.

## Geschichte
Ebersdorf wurde als Angerdorf angelegt. Die Erstnennung war 1412 in einer Urkunde des Grafen Sigmund von Orlamünde. Ebersdorf gehörte zur Herrschaft Lauenstein. 1622 verkaufte die Familie Thüna Burg und Herrschaft Lauenstein an Markgraf Christian von Brandenburg-Bayreuth. Im Verlaufe des Dreißigjährigen Kriegs wurde der Ort im Jahr 1634 von den kaiserlichen Truppen niedergebrannt.
1412 erhielten die Ebersdorfer das Recht, ihr eigenes Bier zu brauen. Eine Trachtenkirchweih mit dem traditionellen Plantanz wird seit Jahrhunderten unter den Linden auf dem historischen Tanzanger in Ortsmitte vor dem Kirchhof gefeiert. Die erste Erwähnung der Veranstaltung war 1647.
Gegen Ende des 18. Jahrhunderts gab es in Ebersdorf 69 Anwesen. Das Hochgericht übte das bayreuthische Amt Lauenstein aus. Die Dorf- und Gemeindeherrschaft hatte das Kastenamt Lauenstein. Grundherren waren das Kastenamt Lauenstein (4 Frongüter, 21 halbe Frongüter, 2 Viertelfrongüter, 1 Gütlein, 17 Hintersättel, 5 Tropfhäuser, 10 Häuser, 1 halbes Haus, 1 Mahlmühle, Löffel- und Röhrenfabrik in Katzwich mit 1 Wohnhaus und 3 Tropfhäusern) und die Pfarrei Ludwigsstadt (1 halbes Frongut, 1 Frongütlein, 1 Tropfhaus). Daneben gab es 1 Kirche, 1 Schulhaus und 1 Gemeindehirtenhaus und 1 Bräuhaus.
1792 fiel das Markgraftum Bayreuth mit dem Amt Lauenstein und Ebersdorf an das Königreich Preußen, bevor es durch einen Grenz- und Landestauschvertrag vom 30. Juni 1803 in den Besitz des Kurfürstentums Bayern, später Königreich Bayern, überging. Von 1797 bis 1808 unterstand Ebersdorf dem Justiz- und Kammeramt Lauenstein. Mit dem Ersten Gemeindeedikt wurde der Ort dem 1808 gebildeten Steuerdistrikt Lauenstein zugewiesen. Mit dem Zweiten Gemeindeedikt (1818) entstand die Ruralgemeinde Ebersdorf, zu der Katzwich gehörte. Sie war in Verwaltung und Gerichtsbarkeit dem Landgericht Lauenstein (1837 in Landgericht Ludwigsstadt umbenannt) zugeordnet und in der Finanzverwaltung dem Rentamt Lauenstein. 1815 wurde Ebersdorf dem Rentamt Rothenkirchen, 1919 in Finanzamt Rothenkirchen umbenannt, überwiesen. Von 1862 bis 1880 und von 1888 bis 1931 gehörte Ebersdorf zum Bezirksamt Teuschnitz, von 1880 bis 1888 und ab 1931 zum Bezirksamt Kronach (ab 1939 Landkreis Kronach). Die Gerichtsbarkeit blieb beim Landgericht Ludwigsstadt (1879 in Amtsgericht Ludwigsstadt umgewandelt, das 1956 zu einer Zweigstelle des Amtsgerichts Kronach wurde). Für die Finanzverwaltung wurde 1929 das Finanzamt Kronach zuständig. Die Gemeinde hatte eine Fläche von 9,301 km².
Am 1. Januar 1977 wurde Ebersdorf nach Ludwigsstadt eingemeindet.
Im Rahmen einer kleinen Dorferneuerung wurden die Angerstraße, der Tanzplatz und das Umfeld neu gestaltet. Ein Spielplatz mit etwa 2300 Quadratmetern Fläche erhielt eine Multifunktionsfläche für Fußball und Basketball aus Kunstrasen, eine Skateranlage, eine Doppelseilbahn und ein Bodentrampolin sowie eine Wasserspielfläche. Die Maßnahmen waren 2018 abgeschlossen.

### Baudenkmäler
In Ebersdorf gab es im August 2020 zehn Baudenkmäler:
- Angerstraße 1, 7, 21: ehemalige Schafställe,
- Angerstraße 22: Die evangelisch-lutherische Pfarrkirche St. Maria Magdalena ist eine im Kern spätmittelalterliche Chorturmkirche. Das Langhaus mit seinem Mansarddach wurde 1739/1740 errichtet, der Turm zeitgleich aufgestockt. 1969 folgte eine Verlängerung des Kirchenschiffes. Das Gotteshaus ist mit einem Kanzelaltar und einer Orgel darüber ausgestattet. Malereien an der Langhausdecke und den Emporen schmücken den Innenraum.[12]
- Tanzanger mit hölzernem Angerhaus,
- In der Trabe 1, Ludwigsstädter Straße 15, 21, 23: Wohnhäuser,
- Ludwigsstädter Straße 1: dazugehörender Stadel

### Einwohnerentwicklung

#### Gemeinde Ebersdorf
| Jahr | Einwohner | Häuser | Quelle |
| ---- | --------- | ------ | ------ |
| 1840 | 593       |        | [ 14 ] |
| 1852 | 609       |        | [ 14 ] |
| 1855 | 623       |        | [ 14 ] |
| 1861 | 657       |        | [ 15 ] |
| 1867 | 717       |        | [ 16 ] |
| 1871 | 738       | 114    | [ 17 ] |
| 1875 | 739       |        | [ 18 ] |
| 1880 | 755       |        | [ 19 ] |
| 1885 | 781       | 131    | [ 20 ] |
| 1890 | 784       | 136    | [ 21 ] |
| 1895 | 793       |        | [ 14 ] |
| 1900 | 779       | 139    | [ 22 ] |

| Jahr | Einwohner | Häuser | Quelle |
| ---- | --------- | ------ | ------ |
| 1905 | 810       |        | [ 14 ] |
| 1910 | 835       |        | [ 23 ] |
| 1919 | 797       |        | [ 14 ] |
| 1925 | 815       | 140    | [ 24 ] |
| 1933 | 867       |        | [ 25 ] |
| 1939 | 824       |        | [ 25 ] |
| 1946 | 1030      |        | [ 25 ] |
| 1950 | 1029      | 157    | [ 26 ] |
| 1952 | 1027      |        | [ 25 ] |
| 1961 | 981       | 193    | [ 9 ]  |
| 1970 | 976       |        | [ 27 ] |

#### Pfarrdorf Ebersdorf
| Jahr      | 001787 | 001799 | 001818 | 001861 | 001871 | 001885 | 001900 | 001925 | 001950 | 001961 | 001970 | 001987 |
| Einwohner | 395    | 405    | 419    | 633    | 711    | 754    | 755    | 797    | 1009   | 969    | 966    | 848    |
| Häuser    | 66     | 70     | 69     |        |        | 127    | 134    | 137    | 154    | 191    |        | 239    |
| Quelle    | [ 4 ]  | [ 28 ] | [ 8 ]  | [ 15 ] | [ 17 ] | [ 20 ] | [ 22 ] | [ 24 ] | [ 26 ] | [ 9 ]  | [ 27 ] | [ 29 ] |

## Religion
Ebersdorf gehörte ursprünglich zur Pfarrei Ludwigsstadt und war seit der Reformation bis in die 1920er Jahre fast ausschließlich evangelisch. 1548 wurde es nach Lauenstein umgepfarrt. 1868 wurde Ebersdorf selbstständiges Vikariat und 1909 zur Pfarrei erhoben. Für die Katholiken war zunächst St. Nikolaus in Windheim zuständig. Seit den 1960er Jahren gehören sie zu Heilig Geist (Ludwigsstadt).

## Wirtschaft
Ebersdorf war ursprünglich von der Landwirtschaft geprägt. Vom 19. bis in die Mitte des 20. Jahrhunderts war in dem Ort die Schieferverarbeitung bedeutend. Technischer Schiefer (Elektroschiefer) wurde bis 1945 produziert, Schiefergriffel wurden bis in die Mitte der 1950er Jahre hergestellt.